# Glenea gardneriana
Glenea gardneriana là một loài bọ cánh cứng trong họ Cerambycidae.